# EDItEUR
EDItEUR（エディトゥール、European Book Sector Electronic Data Interchange Group）は、本や雑誌の分野における電子商取引のための標準インフラストラクチャの開発を調整する国際団体である。本拠地はロンドン。 EDItEURは以下のような様々な分野における研究、標準規格やガイダンスを参加メンバーに提供している。
- 本・雑誌の商取引における、EDIおよび、他のeコマース取引の標準規格
- 書誌および商品情報
- デジタル出版の標準インフラ
- 著作権管理および輸出入
- RFIDタグ

EDItEURは1991年に設立され、オーストラリア、カナダ、日本、南アフリカ、米国、そして欧州諸国の大半を含む17カ国からの90団体のメンバーによって構成されている国際的な組織である。
EDItEURは、書誌情報交換および本・雑誌のサプライチェーンにおける電子商取引メッセージの国際標準確立のリーダー的存在として、著作物へのアクセス権コントロールを目的とした国内外の重要な鍵となる課題に取り組んでいる。

## 日本における活動
日本では、日本出版インフラセンター(JPO)が2011年より正式に加盟している。その成果物として、日本の出版物独自の仕様を追加したONIX for Books 2.1 rev.04 JPのドラフトが策定されている。